# 宁乡镇
宁乡镇，是中华人民共和国山西省吕梁市中阳县下辖的一个乡镇级行政单位。

## 行政区划
宁乡镇下辖以下地区：
段家庄社区、城南社区、南街社区、北街社区、城北社区、城东社区、府南社区、钢城社区、府东社区、庞家会社区、尚家峪社区、太高社区、柳沟社区、凤尾村、河底村、关上村、刘家坪村、弓阳村、车鸣峪村、郝家岭村、冯家岭村和阳坡塔村。